# Stephen Decatur Lawrence Farmstead

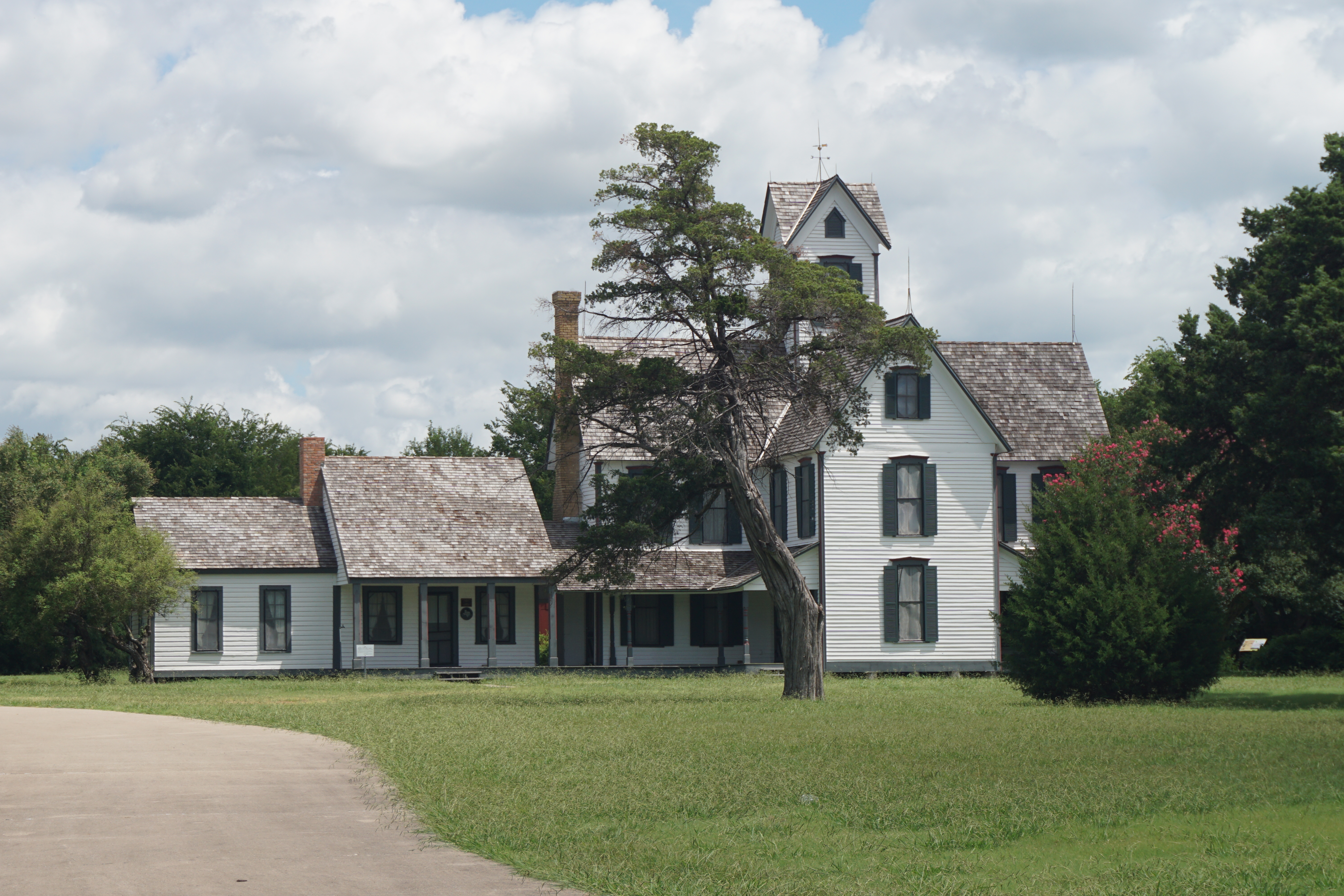
Stephen Decatur Lawrence Farmstead

Die Stephen Decatur Lawrence Farmstead ist ein ehemaliges Farmhaus in Mesquite (Texas). Die Farm wurde ab 1874 von dem jungen Farmersohn Stephen D. Lawrence errichtet. Das Anwesen ist beispielhaft für die Entwicklung von Wohnhäusern von den 1870er Jahren bis ins späte 20. Jahrhundert im nördlichen Texas und in den Blackland Prairies.
Lawrence (1853–1934), Sohn eines Mitglieds der Mercer Colony, erhielt an seinem 21. Geburtstag ein etwa 260 Hektar großes Stück Farmland. Hier errichtete er 1874 ein erstes kleines Haus. Acht Jahre später wurde es nach Plänen des Bauunternehmers Charley Florrer durch ein neues Haus ersetzt. Zwei Meter neben dem ersten Haus errichtete er auf T-förmigem Grundriss eine Schindelkonstruktion. Im Jahr 1886 wurde eine Küche angebaut, so dass das Haus nun einen kreuzförmigen Grundriss aufwies. Charakteristische Elemente für das Gebäude im viktorianischen Stil sind der Turm im Zentrum des Baukörpers, das überhängende, steile Giebeldach und die vorgelagerte Veranda.
In den folgenden Jahren kamen auf dem Farmgelände weitere Bauten hinzu. Florrer errichtete 1887 eine Scheune. Nördlich des Haupthauses entstanden eine Räucherkammer, ein aus Backsteinen gemauerter Vorratskeller, sowie eine Waschküche.
Der Farmgründer S. D. Lawrence lebte zunächst mit seiner ersten Frau Louisa E. Porter (1861–1891) auf seinem Anwesen und zog drei Kinder groß. Nach ihrem Tod heiratete er Louisa Hill Walker (1867–1948), die ihm weitere fünf Kinder gebar. Mitglieder der angesehenen Familie Lawrence lebten bis 1995 auf der Farm. Dem Wunsch einer Tochter von Stephen D. Lawrence folgend wurde es dann an die Stadt Mesquite übertragen, die hier einen historischen Park einrichtete. 1999 wurde das Anwesen in das National Register of Historic Places aufgenommen.